# Recipiente
Um recipiente é qualquer receptáculo ou invólucro para armazenar um produto usado no armazenamento, embalagem e transporte, incluindo transporte.
As coisas mantidas dentro de um recipiente são protegidas em vários lados por estarem dentro de sua estrutura.
Um recipiente também pode ser considerado como uma ferramenta básica, consistindo em qualquer instrumento que crie um espaço parcial ou totalmente fechado que pode ser usado para conter, armazenar e transportar objetos ou materiais.

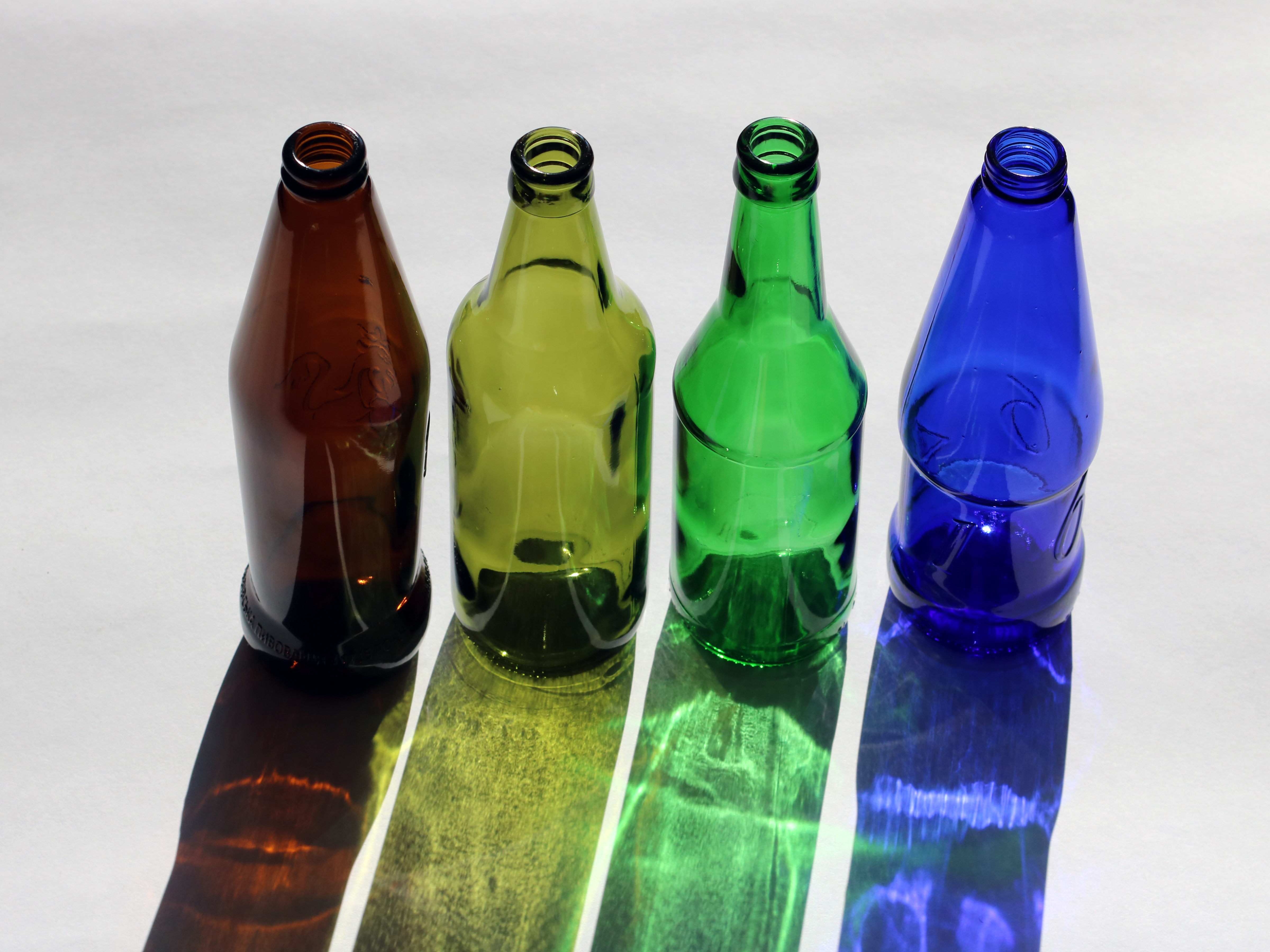
Vários tipos de garrafas.

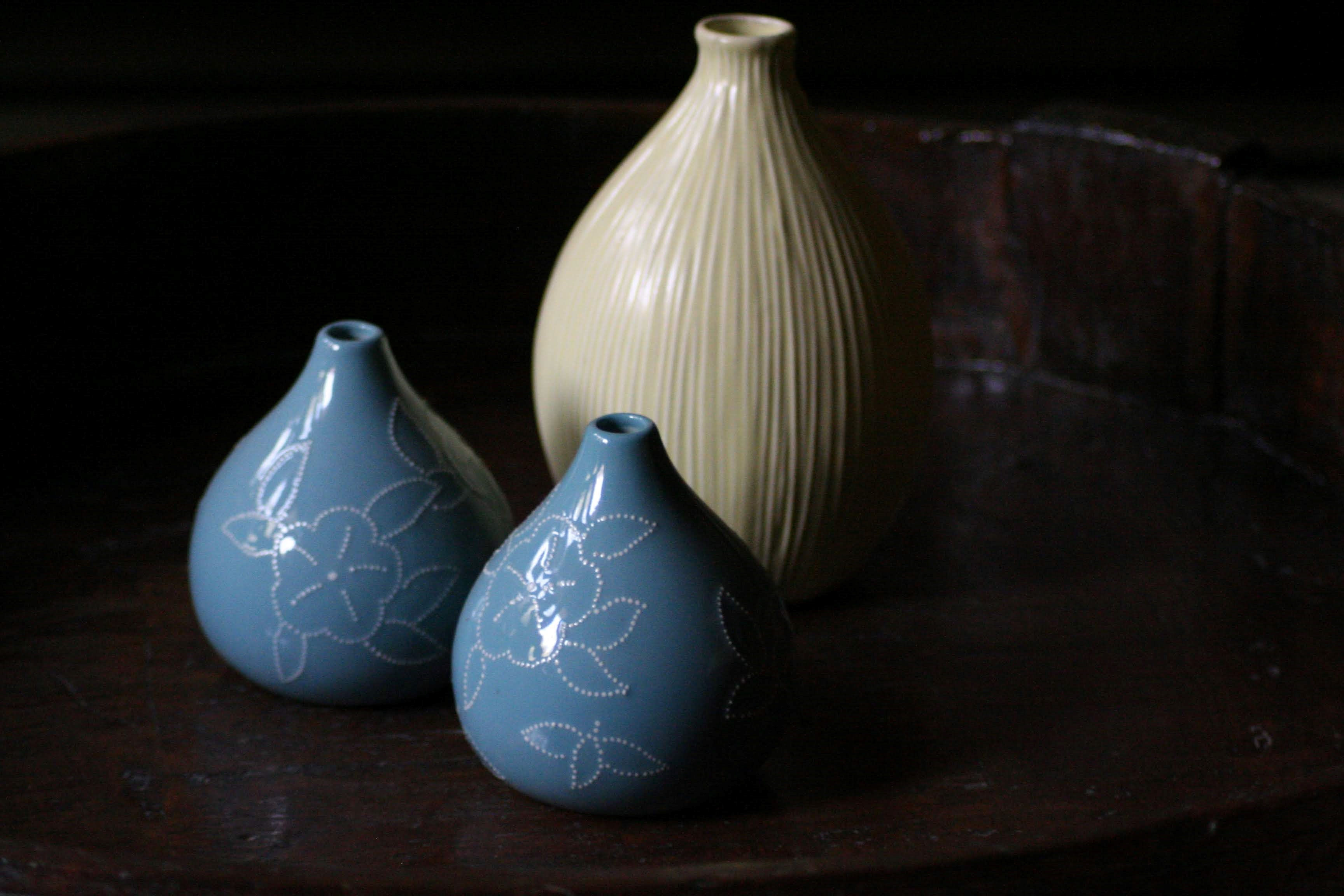
Vasos coreanos.

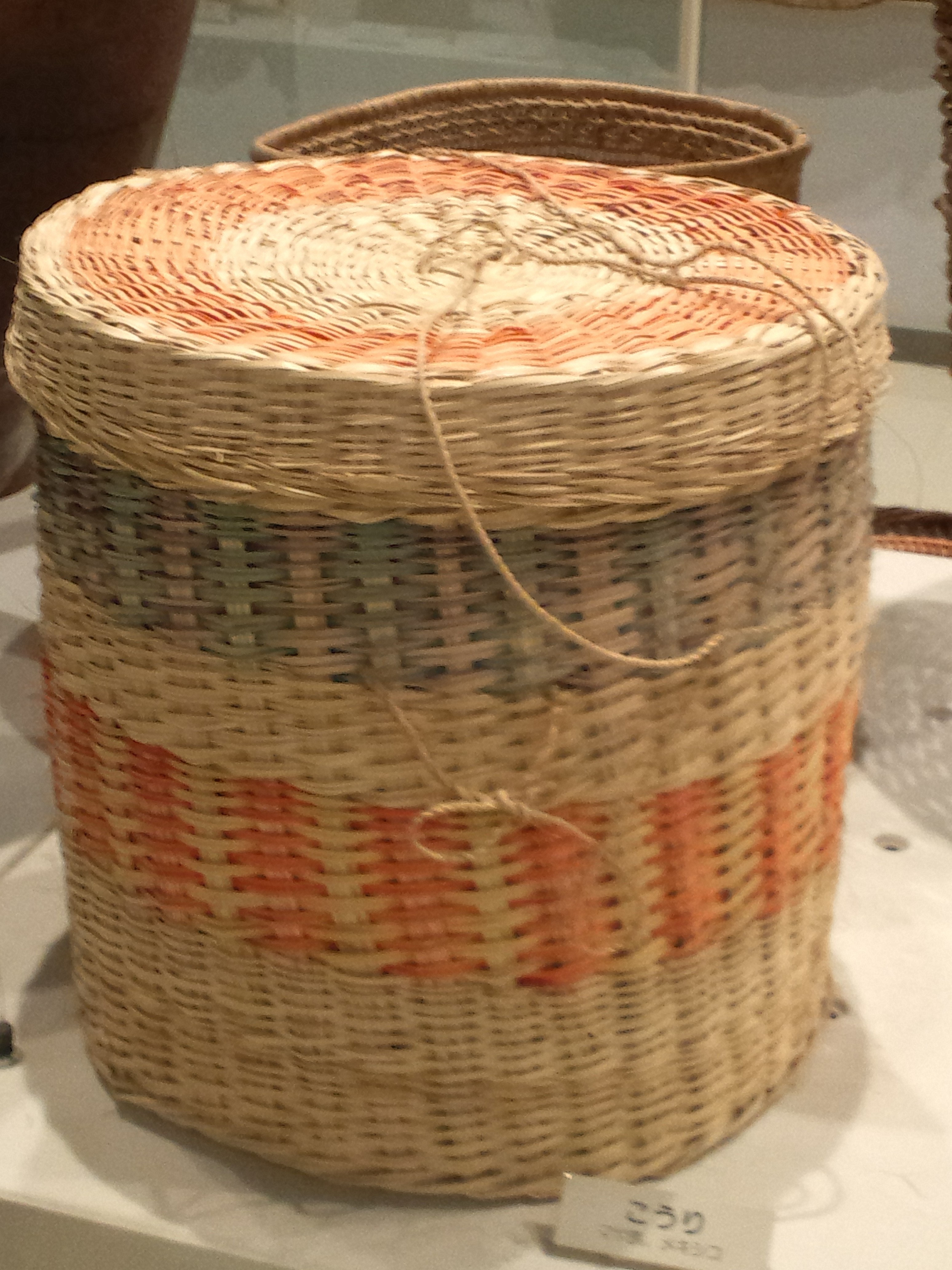
Exibição de um cesto tecido dos povos maias do México.